# Dessima Williams
Dessima Williams est une diplomate de Grenade et ancien ambassadrice de Grenade aux Nations unies.
En 2007, elle est professeur de sociologie à l'université Brandeis à Waltham dans le Massachusetts, aux États-Unis.
Dessima Williams a obtenu la licence à l'université du Minnesota et un Ph.D. à l'American University. Elle est également la fondatrice et la directrice du « Grenada Education and Development Programme » (GRENED).